# 鳥取県済生会境港総合病院
鳥取県済生会境港総合病院（とっとりけんさいせいかいさかいみなとそうごうびょういん）は、鳥取県境港市にあり、恩賜財団済生会が運営する病院である。2024年6月時点、鳥取県選挙管理委員会より、不在者投票のできる施設の一つとして指定されている。

## 沿革
- 1961年 - 鳥取県済生会境港病院が開設。
- 1961年 - 高松宮宣仁親王の視察。
- 1964年 - 高松宮宣仁親王の視察。
- 1969年 - 	救急告示病院に指定。
- 1969年 - 	総合病院に承認。
- 1981年 - 総裁高松宮・同妃が視察
- 1983年 - 鳥取県済生会境港総合病院に改称。
- 1986年 - 洋上救急業務の協力に関する協定書を締結。
- 1994年 - 鳥取県済生会米子診療所を統合。
- 1998年 - 鳥取県済生会地域ケアセンター（訪問看護ステーション・在宅介護支援センター）が竣工。境港市在宅介護支援センター済生会が開設。
- 1999年 - 	第二種感染症指定医療機関に指定。
- 2007年 - 	鳥取済生会看護専門学校が閉校。
- 2011年 - 創設50周年を迎える。

## 診療科
- 内科
- 神経内科
- 小児科
- 放射線科
- 外科
- 脳神経外科
- 整形外科
- 泌尿器科
- 産婦人科
- 耳鼻咽喉科
- 眼科
- 麻酔科
- 所在地 - 〒684-8555 鳥取県境港市米川町44番地

## 交通アクセス
- 境線（JR西日本）馬場崎町駅から徒歩約15分
- JR境線境港駅からはまるーぷバスメインコース左回りで3分、生活コース左回りで5分、「済生会境港総合病院」で下車（100円）
- 上道駅からはまるーぷバス生活コース右回りで3分、「済生会境港総合病院」で下車（100円）
- 米子空港からはまるーぷバスメインコース右回りで23分、生活コース左回りで20分、生活コース右回りで24分、「済生会境港総合病院」で下車（100円）

## バス停留所
正面玄関前にはまるーぷバス及び松江市コミュニティバス（美保関コミュニティバス・八束コミュニティバス）が発着するバス停留所（停留所名は済生会境港総合病院）がある。
- はまるーぷバス（運行は共立メンテナンスに委託、生活コースは済生会境港総合病院を2回経由する）
  - メインコース右回り 境港駅・市役所・保健相談センター方面
  - メインコース左回り 米子空港・余子駅・市役所・保健相談センター方面
  - 生活コース右回り 境港駅・市役所・保健相談センター方面
  - 生活コース右回り 高松町駅・中浜駅・米子空港方面
  - 生活コース左回り 上道駅・市役所・保健相談センター方面
  - 生活コース左回り 米子空港・中浜駅・高松町駅方面
- 松江市コミュニティバス
  - 美保関コミュニティバス（自家用ナンバーでの有償旅客運送、運行はサンライズ美保関に委託）
    - 美保関・境港線（渡船廃止代替バス） 宇井渡船場方面

  - 八束コミュニティバス（運行は双葉タクシーに委託）
    - 境港線 八束支所前方面